# Jason Coronel
Jason Eliezer Coronel Martínez (ur. 6 października 1993 w Managui) – nikaraguański piłkarz występujący na pozycji defensywnego pomocnika, reprezentant Nikaragui, od 2018 roku zawodnik Diriangén.
Jego brat Luis Fernando Coronel również jest piłkarzem.